# آیوتاپا
آیوتاپا (متولد حدود ۲۰ پیش از میلاد) یک شاهزاده خانم از کوماژن بوده، که دختر شاه مهرداد سوم کوماژن، همسر ملکه پادشاه سوریه سامس سیراموس دوم از امسا بود.

## زندگی‌نامه
آیوتاپا یک شاهزاده خانم از پادشاهی کوماژین بود که در نیمه دوم قرن اول قبل از میلاد و نیمه اول قرن اول زندگی می‌کرد. او یکی از دختران شاه بود مهرداد سوم کوماژن و ملکه آیوتاپا بود. آیوتاپا از تبار ارمنی، یونانی و مادی بود. وی به احتمال زیاد در ساموساتا، پایتخت پادشاهی کوماژین متولد شده و تحصیل کرده‌است.
ایوتاپا با پادشاه سامس سراموس دوم از خانواده سلطنتی امسا در سوریه ازدواج کرد، که از ۱۴–۴۲ حکومت می‌کرد. از طریق این ازدواج، وی ملکه امسا شد.
آیوتاپا از سامس سراموس چهار فرزند داشت. دو دختر: آیوتاپا، مامئه و دو پسر: گایوس یولیوس ازیزوس وگایوس یولیوس سوهئموس
از کتیبه ای که باقیمانده که از زمان سلطنت همسرش است، سامس سراموس دوم به همراه آیوتاپا به عنوان یک زوج خوشبخت شناخته می‌شوند.